# Paromalus difficilis
Paromalus difficilis är en skalbaggsart som beskrevs av Horn 1874. Paromalus difficilis ingår i släktet Paromalus och familjen stumpbaggar. Inga underarter finns listade i Catalogue of Life.